# Michael Bradley
Michael Bradley (n. 31 iulie 1987, Princeton, New Jersey, SUA) este un jucător american de fotbal retras din activitate care a evoluat ca mijlocaș. A fost internațional cu naționala Statelor Unite ale Americii, antrenat de tatăl său, Bob Bradley.

## Copilăria și cariera
S-a născut în Priceton, New Jersey, fiul lui Bob Bradley, atunci antrenorul echipei de fotbal a Universității Princeton și antrenorul principal al Statelor Unite din acest moment.
Și-a început în 2002 cariera la Sockers FC obținând locul 3 în campionat. Debutul la SC Heerenveen îl are împotriva lui Az Alkmaar. Deși era foarte tânăr a jucat unele meciuri în Cupa UEFA și a reușit să înscrie 16 goluri în campionat și 20 în toate competițiile.
În ianuarie 2008 doboară recordul de cele mai multe goluri înscrise de un american într-un singur sezon într-un campionat european, 13 goluri pentru Fulham FC (împrumutat de la SC Heerenveen) în campionatul englez.
Apoi pe 9 februarie doboară din nou recordul cu 17 goluri marcate cu 2 în fața rivalei De Graafschap
în Olanda.
Apoi vine la Borussia unde primul gol îl dă împotriva lui Bayern München cu capul, golul egalizator terminându-se 2-2.

## Echipa națională
A fost convocat încă de la Campionatul Mondial din 2006, dar doar rezervă. Primul său gol a fost împotriva Uruguayului în minutul 106, calificând echipa la jocurile olimpice. A jucat 90 de minute cu Guatemala. La cupa confederațiilor a înscris un gol dintr-o pasă a lui Donovan ajutând la victoria cu Egiptul 3-0 calificând echipa.